# Szymon Wróbel
Szymon J. Wróbel (ur. 13 września 1986 w Żywcu) – polski reżyser filmów dokumentalnych, dziennikarz i pisarz. Członek stowarzyszenia Unia Literacka

## Życiorys
W 2005 ukończył I LO im. Mikołaja Kopernika w Żywcu. Następnie podjął studia dzienne na wydziale Politologii i Komunikacji społecznej Krakowskiej Akademii im. Andrzeja Frycza Modrzewskiego, gdzie w 2010 obronił pracę magisterską pt. Ks. Adam Boniecki i Tygodnik Powszechny z katolicką doktryną medialną w tle. Studiował również zaocznie Organizację Produkcji Filmowej i Telewizyjnej w Szkole Filmowej im. Krzysztofa Kieślowskiego Uniwersytetu Śląskiego. Studiów tych nie skończył.
Jako dziennikarz związany był m.in. z krakowskim „Dziennikiem Polskim”, jak również czasopismami lifestylowymi „Lounge Magazyn” i „Move Out”. Dla platformy Orange stworzył i zrealizował programy Czego słuchają gwiazdy? i Start. Pracował również przy produkcji programów Pokolenie UE i Kraków dla początkujących w TVP3 oraz dla TVN przy drugiej i trzeciej edycji programu Mam talent!. Od wiosny 2021 prowadzi w Radiu Bielsko cotygodniową audycję pt. Pozycja obowiązkowa na weekend, poświęconą współczesnej literaturze i jej twórcom. Współpracuje też z miesięcznikiem „Znak” i z „Newsweekiem”.
W 2013 odbyła się premiera pierwszego dokumentu Szymona J. Wróbla pt. „Jego oczami”, który opowiada historię ks. Józefa Tischnera. Jest również autorem książki pod tym samym tytułem, która trafiła do księgarń 13 września 2014. Jego drugi film dokumentalny pt. Z domu… trafił na ekrany kin we wrześniu 2016. W listopadzie 2017 odbyła się premiera trzeciego filmu pt. Ojciec, czyli o Pieronku, a w październiku 2018 – premiera książki pod tym samym tytułem, która ukazała się nakładem wydawnictwa MG. Rok 2021 był czasem publkacji książki Wróbla pt. Humorem i (U)śmiechem poświęconej poczuciu humoru.
W 2022 odbyła się premiera kolejnego filmu dokumentalnego Jukace, ilustrującego tradycje i obrzędowość Żywiecczyzny. W kwietniu 2024 ukazała się nowa książka pt. Zawieszeni. O zaginionych i ludziach, którzy ich szukają. Jeszcze w tym samym miesiącu publikacja znalazła się na liście bestsellerów Empiku w kategorii reportaż/literatura faktu.

## Filmografia
2012
- Jego oczami, reżyseria, scenariusz, producent

2016
- Z domu..., reżyseria, scenariusz, producent

2017
- Ojciec, czyli o Pieronku, reżyseria, scenariusz, producent

2022
- Jukace, reżyseria, scenariusz

## Dorobek literacki
2014
- Jego oczami, czyli To, co nie zostało dopowiedziane w najnowszym dokumencie o ks. Józefie Tischnerze, Wydawnictwo M, Kraków

2018
- Ojciec, czyli o Pieronku, wydawnictwo MG, Warszawa

2021
- Humorem i (u)Śmiechem, wydawnictwo MG, Warszawa

2024
- Zawieszeni. O zaginionych i ludziach, którzy ich szukają, Wydawnictwo SQN, Kraków

## Nagrody i wyróżnienia
W 2013 roku został nominowany przez redakcję Dziennika Zachodniego w kategorii „Człowiek roku Żywiecczyzny 2012”. W plebiscycie tym był najmłodszym nominowanym i zajął 2. miejsce. Nominowany był również w kategorii „Dziennikarz roku 2012” w Plebiscycie Koalicji Marek Ziem Górskich. Zwyciężył w plebiscycie „Osobowość roku 2017” w kategorii „Kultura”, nominowany za to, że „swoimi filmami dokumentalnymi stara się opowiadać o ważnych osobach lub wydarzeniach związanych z Żywiecczyzną, dzięki czemu popularyzuje ten region, przybliża jego bogatą, a zarazem skomplikowaną historię”. W roku 2018 otrzymał z rąk burmistrza miasta medal pamiątkowy 750-lecia Żywca, „Za promowanie Żywca i Żywiecczyzny”. W roku 2022 wyróżniony odznaką „Zasłużony dla województwa śląskiego”.